# Marathon van Amsterdam 1999
De marathon van Amsterdam 1999 vond plaats op zondag 17 oktober 1999. Het was de 24e editie van deze marathon. De hoofdsponsor van het evenement was Delta Lloyd.
Bij de mannen was de wedstrijd bijzonder, omdat de eerste vier niet meer dan tien seconden van elkaar af zaten en met hun eindtijd alle vier dik onder het parcoursrecord van Sammy Korir uit 1998 bleven. Van het snelle viertal trok de Keniaan Fred Kiprop met zijn 2:06.46,1 aan het langste eind.
Bij de vrouwen was zijn landgenote Lornah Kiplagat een maatje te groot voor haar concurrentes. Met haar 2:25.30 was zij bijna vier minuten sneller dan de als tweede finishende Ljoebov Morgoenova.
Opvallende uitvaller in de wedstrijd was de Keniaanse Susan Chepkemei.

## Uitslagen

### Mannen
| rang   | naam                   | land | tijd      |
| ------ | ---------------------- | ---- | --------- |
| Goud   | Fred Kiprop            | KEN  | 2:06.46,1 |
| Zilver | Tesfaye Jifar          | ETH  | 2:06.48,1 |
| Brons  | William Kiplagat       | KEN  | 2:06.49,1 |
| 4      | Tesfaye Tola           | ETH  | 2:06.56,1 |
| 5      | John Kemboi            | KEN  | 2:09.28,6 |
| 6      | Christopher Cheboiboch | KEN  | 2:11.05,1 |
| 7      | Reuben Chebutich       | KEN  | 2:12.39,6 |
| 8      | Gideon Koech           | KEN  | 2:13.33   |
| 9      | Patrick Sang           | KEN  | 2:14.03   |
| 10     | Daniel Too Kirwa       | KEN  | 2:14.55   |

### Vrouwen
| rang   | naam                     | land | tijd      |
| ------ | ------------------------ | ---- | --------- |
| Goud   | Lornah Kiplagat          | KEN  | 2:25.30,0 |
| Zilver | Ljoebov Morgoenova       | RUS  | 2:29.20,1 |
| Brons  | Ljoedmila Afonjoefsjkina | RUS  | 2:39.29   |
| 4      | Nadir Sabino             | BRA  | 2:53.24   |
| 5      | Bernadette Meler-Brandle | SUI  | 2:53.39   |

1975 ·
1976 ·
1977 ·
1978 ·
1979 ·
1980 ·
1981 ·
1982 ·
1983 ·
1984 ·
1985 ·
1986 ·
1987 ·
1988 ·
1989 ·
1990 ·
1991 ·
1992 ·
1993 ·
1994 ·
1995 ·
1996 ·
1997 ·
1998 ·
1999 ·
2000 ·
2001 ·
2002 ·
2003 ·
2004 ·
2005 ·
2006 ·
2007 ·
2008 ·
2009 ·
2010 ·
2011 ·
2012 ·
2013 ·
2014 ·
2015 ·
2016 ·
2017 ·
2018 ·
2019 ·
2020 ·
2021 ·
2022 ·
2023 ·
2024 ·
2025